# Tony Aboyantz
Tony Aboyantz, né Constantin Aboyantz à Krasnodar en Russie le 21 janvier 1928 et mort le 10 septembre 1992 à Bagnolet, est un assistant-réalisateur arménien. Il a travaillé essentiellement en France.

## Filmographie

### Réalisateur
- 1982 : Le Gendarme et les Gendarmettes (commencé par Jean Girault, mais il est décédé avant la fin du tournage, Tony Aboyantz finira le film avec l'aide de Louis de Funès)

### Assistant-réalisateur / premier assistant-réalisateur
- 1950 : La ronde de Max Ophüls
- 1951 : Le Plaisir de Max Ophüls
- 1952 : Plaisirs de Paris de Ralph Baum
- 1953 : Avant le déluge d'André Cayatte
- 1953 : Les Compagnes de la nuit de Ralph Habib
- 1955 : Lola Montès de Max Ophüls (Tony Aboyantz est également assistant producteur)
- 1955 : Marianne de ma jeunesse de Julien Duvivier
- 1958 : Rafles sur la ville de Pierre Chenal
- 1959 : La Bête à l'affût de Pierre Chenal
- 1960 : Les Scélérats de Robert Hossein
- 1961 : Le Jeu de la vérité de Robert Hossein
- 1961 : Le Goût de la violence de Robert Hossein
- 1961 : La Belle Américaine de Robert Dhéry et Pierre Tchernia
- 1962 : Le Diable et les Dix Commandements de Julien Duvivier
- 1963 : Angélique Marquise des Anges de Bernard Borderie
- 1964 : L'Inconnue de Hong Kong de Jacques Poitrenaud
- 1965 : Merveilleuse Angélique de Bernard Borderie
- 1965 : La Tête du client de Jacques Poitrenaud
- 1965 : Le Gendarme à New York de Jean Girault
- 1966 : Angélique et le Roy de Bernard Borderie
- 1967 : Les Grandes Vacances de Jean Girault
- 1967 : J'ai tué Raspoutine de Robert Hossein
- 1968 : Le gendarme se marie de Jean Girault
- 1969 : Le Gendarme en balade de Jean Girault
- 1970 : Le Cri du cormoran le soir au-dessus des jonques, de Michel Audiard
- 1971 : Jo de Jean Girault
- 1971 : Le drapeau noir flotte sur la marmite de Michel Audiard
- 1972 : Les Charlots font l'Espagne de Jean Girault
- 1973 : Le Concierge de Jean Girault
- 1973 : Le Permis de conduire de Jean Girault
- 1973 : Le Magnifique de Philippe de Broca
- 1974 : Deux grandes filles dans un pyjama de Jean Girault
- 1976 : L'Année sainte de Jean Girault
- 1975 : Jo Gaillard de Christian-Jaque (série) 1 épisode
- 1977 : La Vie devant soi de Moshé Mizrahi
- 1977 : Armaguedon d'Alain Jessua
- 1978 : Sam et Sally de Jean Girault, épisode : Isabelita (série TV)
- 1978 : Le Témoin de Jean-Pierre Mocky
- 1979 : La Gueule de l'autre de Pierre Tchernia
- 1979 : Chère inconnue / Je t'écrirai une lettre d'amour) de Moshe Mizrahi
- 1982 : Le Choc de Robin Davis
- 1985 : Le téléphone sonne toujours deux fois !! de Jean-Pierre Vergne
- 1988 : Mangeclous de Moshé Mizrahi